# Гококу-дзі (Токіо)
Храм Гококу (яп. 護国寺, Гококу-дзі) — буддійський храм у спеціальному районі Бунке в Токіо. Належить школі Сінгон.

## Історія
Храм заснований п'ятим сьогуном сьогунату Токугава — Токуговою Цунаеси — на честь матері Кейсьо-ін (яп. 桂昌院, кэйсё:ин), яка померла в 1681.
Храм уцілів під час Другої світової війни, не постраждав від американських бомбардувань.

## Знамениті люди, поховані в Гококу-дзі
- Сандзьо Санетомі (1837-1891) - в. о. прем'єр-міністра Японії у 1889
- Джосайя Кондер (1852-1920) - британський архітектор
- Окума Сіґенобу (1838-1922) - прем'єр-міністр Японії в 1898 і 1914-1916
- Ямаґата Арітомо (1838-1922) - прем'єр-міністр Японії в 1889-1891 і 1898-1900
- Масутацу Ояма (1923-1994) - засновник кіокушинкай карате